# Arrondissement de Calais
L'arrondissement de Calais est une division administrative française, située dans le département du Pas-de-Calais et la région Hauts-de-France.

## Composition

### Création en 1962
L'arrondissement de Calais est créé au 12 janvier 1962 par le décret du 10 janvier 1962.

### Composition de l'arrondissement avant2015
Le redécoupage cantonal de 2014 en France est intervenu pour abaisser le nombre de cantons. Sa prise d'effet est la date des élections départementales françaises de 2015.
Avant 2015, l'arrondissement de Calais compte 28 communes groupées en 5 cantons (canton de Calais-Centre - canton de Calais-Est - canton de Calais-Nord-Ouest - canton de Calais-Sud-Est - canton de Guînes) : 
- Canton de Calais-Centre, qui groupe 3 communes :
  - Calais, Coulogne et Les Attaques

- Canton de Calais-Est, qui groupe 2 communes :
  - Calais et Marck

- Canton de Calais-Nord-Ouest, qui groupe 9 communes :
  - Bonningues-lès-Calais, Calais, Coquelles, Escalles, Fréthun, Nielles-lès-Calais, Peuplingues, Saint-Tricat et Sangatte

- Canton de Calais-Sud-Est, qui regroupe une partie de la commune de Calais

- Canton de Guînes, qui groupe 16 communes :
  - Alembon, Andres, Bouquehault, Boursin, Caffiers, Campagne-lès-Guines, Fiennes, Guînes, Hames-Boucres, Hardinghen, Herbinghen, Hermelinghen, Hocquinghen, Licques, Pihen-lès-Guînes et Sanghen

### Découpage communal depuis 2015
Depuis 2015, le nombre de communes des arrondissements varie chaque année soit du fait du redécoupage cantonal de 2014 qui a conduit à l'ajustement de périmètres de certains arrondissements, soit à la suite de la création de communes nouvelles. Le nombre de communes de l'arrondissement de Calais est ainsi de 28 en 2015, 28 en 2016 et 52 en 2017.
Au 1er janvier 2024, l'arrondissement groupe les 52 communes suivantes :
1. Alembon
2. Andres
3. Ardres
4. Les Attaques
5. Audruicq
6. Autingues
7. Bainghen
8. Balinghem
9. Bonningues-lès-Calais
10. Bouquehault
11. Boursin
12. Brêmes
13. Caffiers
14. Calais
15. Campagne-lès-Guines
16. Coquelles
17. Coulogne
18. Escalles
19. Fiennes
20. Fréthun
21. Guemps
22. Guînes
23. Hames-Boucres
24. Hardinghen
25. Herbinghen
26. Hermelinghen
27. Hocquinghen
28. Landrethun-lès-Ardres
29. Licques
30. Louches
31. Marck
32. Muncq-Nieurlet
33. Nielles-lès-Ardres
34. Nielles-lès-Calais
35. Nortkerque
36. Nouvelle-Église
37. Offekerque
38. Oye-Plage
39. Peuplingues
40. Pihen-lès-Guînes
41. Polincove
42. Recques-sur-Hem
43. Rodelinghem
44. Ruminghem
45. Saint-Folquin
46. Sainte-Marie-Kerque
47. Saint-Omer-Capelle
48. Saint-Tricat
49. Sangatte
50. Sanghen
51. Vieille-Église
52. Zutkerque

## Administration
Depuis le 21 février 2024, la sous-préfète de l'arrondissement est Agathe CURY.

## Démographie
En 2022, l'arrondissement comptait 152 282 habitants.
| 1968    | 1975    | 1982    | 1990    | 1999    | 2006    | 2011    | 2016    | 2021    |
| ------- | ------- | ------- | ------- | ------- | ------- | ------- | ------- | ------- |
| 105 409 | 111 111 | 113 001 | 114 702 | 118 311 | 117 800 | 112 502 | 158 492 | 152 091 |

| 2022    | - | - | - | - | - | - | - | - |
| ------- | - | - | - | - | - | - | - | - |
| 152 282 | - | - | - | - | - | - | - | - |

### Pyramide des âges
Comparaison des pyramides des âges de l'arrondissement et du département du Pas-de-Calais en 2006 :
| Hommes | Classe d’âge   | Femmes |
| ------ | -------------- | ------ |
| 0,2    | 90 ans et plus | 0,7    |
| 4,2    | 75 à 89 ans    | 8,1    |
| 9,5    | 60 à 74 ans    | 11,9   |
| 19,8   | 45 à 59 ans    | 18,9   |
| 22     | 30 à 44 ans    | 20,8   |
| 21,5   | 15 à 29 ans    | 19,4   |
| 22,8   | 0 à 14 ans     | 20,2   |

| Hommes | Classe d’âge   | Femmes |
| ------ | -------------- | ------ |
| 0,2    | 90 ans et plus | 0,9    |
| 5      | 75 à 89 ans    | 8,9    |
| 10,9   | 60 à 74 ans    | 12,8   |
| 20,9   | 45 à 59 ans    | 20     |
| 21,2   | 30 à 44 ans    | 19,8   |
| 20,6   | 15 à 29 ans    | 18,7   |
| 21,3   | 0 à 14 ans     | 18,9   |